# Ibrahim Adil Shah I
Ibrahim Adil Shah I (…–1558) was de sultan en later sjah van het Indiase sultanaat Bijapur.
De machtsovername van Ibrahim Adil Shah I in 1534 is het eerste wat bekend is over Ibrahim I, zijn geboortejaar is onbekend. Zijn sterfdatum is wel bekend, dat was in het jaar 1558, Ibrahim I bleef tot op zijn sterfdag op de troon.

## Machtsovername
Ibrahim I was de derde zoon van Ismael. In Bijapur was het de traditie dat de oudste zoon zijn vader opvolgde. Mallu (de broer van Ibrahim I) kwam aan de macht, maar miste de kwaliteiten om een goede heerser te zijn en was verslaafd aan alcohol. Het feit dat Mallu aan de macht was frustreerde de hooggeplaatste beleidsbepalers en de grootmoeder van Mallu en Ibrahim I, Bibiji Khanam, zodanig dat zij stappen ondernamen om Mallu te vervangen door de meer capabele Ibrahim I. Ibrahims grootmoeder kreeg hulp van Asad Kahn. Asad Khan was erg populair bij het volk omdat hij al meer dan dertig jaar een aantal belangrijke posities binnen de regio Bijapur had vervuld en werd gezien als het gezicht van continuïteit en rust. Het lukt Bibji Khanam en Asad Kahn om een commissie op te richten die onder leiding van Yusuf Turk, een belangrijke edelman, ervoor zorgde dat Ibrahim I aan de macht kwam.

## Hervormer
Eenmaal aan de macht gekomen voerde Ibrahim I een programma van hervormingen door dat sterk afweek van het beleid van zijn grootvader Yusuf en zijn vader Ismael. Zijn voorgangers voerden vooral een beleid als buitenlandse vorst, gebaseerd op de legitimiteit die zij verkregen door hun militaire expertise en hun afstamming van het huis van Osman. Ibrahim I daarentegen zette meteen de afaqi (moslims van buitenaf) opzij en zorgde ervoor dat de Marathi (Hindu’s de oorspronkelijke bewoners van de regio Bijapur) fractie weer een belangrijke positie binnen het dagelijks bestuur kreeg. Daarnaast verving Ibrahim I het Perzische voor het Kannanda schrift, en de geloofsrichting Shi’a werd vervangen van door Sunni.
Deze grote veranderingen bleven niet zonder gevolgen want de belangrijkste afaqi-leiders hadden altijd een prominente positie binnen het leger vervuld en ze hebben daarmee altijd een belangrijk aandeel in de kracht van het leger gehad en de militaire suprematie in de regio. De afaqi-leiders vertrokken naar de omliggende sultanaten en namen een groot deel van het leger van Bijapur mee waardoor de buursultanaten sterker werden en Bijapur relatief in kracht afnam. Gelukkig voor Ibrahim I bleef Asad Khan hem trouw en zorgde ervoor met zijn ervaring als adviseur en zijn populariteit en steun bij de bevolking dat Ibrahim I aan de macht wist te blijven ondanks de enorme druk die de buursultanaten opvoerde.
Andere belangrijke figuren aan het hof van Bijapur waren niet blij met de speciale band tussen Ibrahim I en Asad Kahn en onder leiding van Yusuf Turk ontstond er een anti-campagne tegen Asad Khan. Ibrahim I trapte hierin en stuurde Asad Khan terug naar zijn jagir (feodaal landgoed gekregen van de koning als dank voor het verrichten van militaire of administratieve diensten).

## Oppositie
Geschrokken door de grote veranderingen die Ibrahim I doorvoerde vertrok zijn jongere broer Abdoolla op advies van de anti Ibrahim I gezinde adel richting de leiders van de buursultanaten Ahmednagar en Golkonda om hulp te vragen om hem op de troon te zetten. Zij trokken op met een leger op richting Bijapur om Abdoolla op de troon te zetten. In Bijapur heerste er onrust in het land omdat zij dachten dat Asad Khan de aanstichter was van deze tocht. Gelukkig kwamen ze er op tijd achter dat Asad Khan er niets mee te maken had en onder leiding van de koning van Berar wordt er vrede gesloten tussen Ibrahim Adil Shah I (Bijapur), Boorhan Nizam Shah (Ahmednagar) en Jumsheed Kootb Shah (Golkonda). Abdoolla reageert hier angstig op en vlucht naar Goa om bescherming te zoeken bij de Portugezen. De Portugezen proberen hier zo veel mogelijk voordeel uit te halen. Zij nemen Abdoolla gevangen en bieden hem voor een som geld aan bij Ibrahim I. Na lang onderhandelen betaalt Ibrahim I dit bedrag en stopt Abdoolla in de gevangenis van Bijapur. Naast de problemen met Abdoolla had Ibrahim I ook nog last van de rebbelerende edelman Ain al-Mulk, Ibrahim I had meerdere expedities en de hulp van de koning van Vijayanagar nodig om deze opstand de kop in te drukken.

## Persoonlijkheid
De twee belangrijkste eigenschappen van Ibrahim I die in het werk van Firištah, naar voren komen zijn achterdochtigheid en eervol. Achterdochtig was hij tegenover zijn adviseurs en andere belangrijke mensen aan het hof omdat hij steeds het gevoel had dat zij hem van zijn macht wilden beroven. Ibrahim I was ook eervol hij betaalde zijn soldaten altijd op tijd en royaal uit en hij misdroeg zich nooit in besprekingen met vorsten van andere sultanaten.
Aan het einde van zijn leven ontwikkelde Ibrahim I een wat agressiever karakter, dit is met name te merken aan hoe hij zijn artsen behandelde. Ibrahim I raakte aan het eind van zijn leven erg ziek maar de artsen konden hem niet genezen, waarop Ibrahim reageerde met veel geweld tegen zijn artsen waardoor de artsen bang voor hem werden en hem niet meer wilden behandelen. Hierdoor stierf Ibrahim I een eenzame en pijnlijke dood.
Ibrahim’s reign of twenty-four years was a period of turbulence for the kingdom and even at the time of his death in 1558 an atmosphere of uncertainty hanged over the kingdom as he was unable to make a choice of successor between his sons Ali and Tahmasp.— D.C. Verma, History of Bijapur
In de tijd dat Ibrahim I aan de macht was, was er voortdurend onrust binnen de grenzen van Bijapur omdat er steeds mensen bezig waren zijn macht aan te tasten. Ibrahim I moest daarop reageren door acties uit te voeren om zijn legitimiteit te behouden, wat ten kosten ging van zijn prestaties als vorst. Hij heeft nooit de tijd gehad om een belangrijke veldslag te voeren of succesvolle hervormingen in het ambtenarenapparaat door te voeren.